# Cyclemys tcheponensis
Cyclemys oldhamii là một loài rùa trong họ Emydidae. Loài này được Bourret mô tả khoa học đầu tiên năm 1939.